# Каде, Халид Баткериевич
Халид Баткериевич Каде (3 марта 1909, а. Афипсип, Екатеринодарский отдел, Кубанская область, Российская империя — 15 октября 1958, Краснодар, Краснодарский край, РСФСР, СССР) — советский государственный и партийный деятель. Председатель Адыгейского облисполкома (1938—1940, 1948—1949). Первый секретарь Адыгейского обкома ВКП(б) / КПСС (1949—1954).

## Биография

### Начальная биография
Родился 3 марта 1909 в ауле Афипсип Екатеринодарского отдела
Кубанской области Российской империи (ныне аул в составе Тахтамукайского района Республики Адыгея), в крестьянской семье. Адыг. Член ВКП(б) с 1931 года. В РККА — в 1931—1933 годах. Участник Великой Отечественной войны. Подполковник.
Образование:1933 -учёба в Краснодарской высшей коммунистической сельскохозяйственной школе.
Слушатель Курсов по подготовке военкомов при Военно-Политической Академии имени В. И. Ленина
1945 — 1.1947 слушатель Высшей партийной школы при ЦК ВКП(б)
1954—1955 слушатель Курсов переподготовки при ЦК КПСС

### Трудовая деятельность
До 1929 года работал в своем хозяйстве, в 1929 году вступил в колхоз. В 1931—1933 годах служил в РККА, после демобилизации был послан на учебу в Краснодарскую высшую коммунистическую сельскохозяйственную школу. С 1933 года — на общественной и политической работе. После окончания учебы в 1935 году направлен на работу заведующим парткабинетом Тахтамукайского РК ВКП(б). С апреля 1936 по июнь 1938 года — зам. директора по политчасти Тахтамукайской МТС, в июне — сентябре 1938 г. — инструктор Адыгейского обкома ВКП(б).
С сентября 1938 по декабрь 1939 г. работал председателем Адыгейского облисполкома,
с декабря 1939 по март 1940 г. — вторым секретарем Адыгейского обкома ВКП(б). С этой должности освобожден 31 марта 1940 г. в связи с выездом на учебу.

### В Великую Отечественную войну
После окончания курсов по подготовке военкомов при академии им. В. И. Ленина с ноября 1941 года прошел боевой путь от Сталинграда до Праги, участвуя в крупнейших сражениях Великой Отечественной войны (Сталинградская битва, Курская дуга, форсирование Днепра, Кишиневская операция.
Батальонный комиссар Каде сражался инспектором политотдела 64-й армии, был начальником инструкторского отделения политотдела 24-й армии, 64-й армии позднее 7-й гвардейской армии. Входил в состав воинской группы по пленению фельдмаршала Паулюса.

### На партийной и советской работе
- 1945 — 1.1947 слушатель Высшей партийной школы при ЦК ВКП(б) Москва, по окончании которой — на партийной работе.
- — инструктор Областного комитета ВКП(б) Адыгейской автономной области,
- 1.1947 — 8.1948 2-й секретарь Областного комитета ВКП(б) Адыгейской автономной области[1],
- 8.1948 — 4.1949 председатель Исполнительного комитета Областного Совета Адыгейской автономной области,
- 16.3.1949 — 8.2.1954 1-й секретарь Областного комитета ВКП(б) — КПСС Адыгейской автономной области,
- 1955—1956 заведующий отделом промышленных товаров Краснодарского краевого комитета КПСС,
- 1956 — 15.10.1958 председатель Краснодарского краевого Совета профсоюза работников пищевой промышленности.

Избирался депутатом Верховного Совета РСФСР II созыва, депутатом Верховного Совета СССР 3-го и 4-го созывов.
15.10.1958 после продолжительной болезни умер в Краснодаре. Похоронен там же.

## Награды
Награжден двумя орденами Красного Знамени, орденом Трудового Красного Знамени (16.03.1940), орденом Отечественной войны I степени, двумя орденами Красной Звезды и орденом «Знак Почёта» и многими медалями.

## Память
- на могиле установлен памятник
- В Майкопе на здании бывшего Адыгейского обкома КПСС установлена мемориальная доска.
- В Краснодаре на здании, где жил Каде Х. Б. установлена мемориальная доска по ул. Красной, 200[5].